# Pseudotmethis brachypterus
Pseudotmethis brachypterus är en insektsart som beskrevs av Li, Hongchang 1986. Pseudotmethis brachypterus ingår i släktet Pseudotmethis och familjen Pamphagidae. Inga underarter finns listade i Catalogue of Life.